# 中国针灸学会
中国针灸学会是中华人民共和国针灸工作者组成的群众性学术团体，是中国科学技术协会主管的社会团体，前身是1979年成立的中华全国中医学会针灸分会。